# Chiesa di Santa Reparata

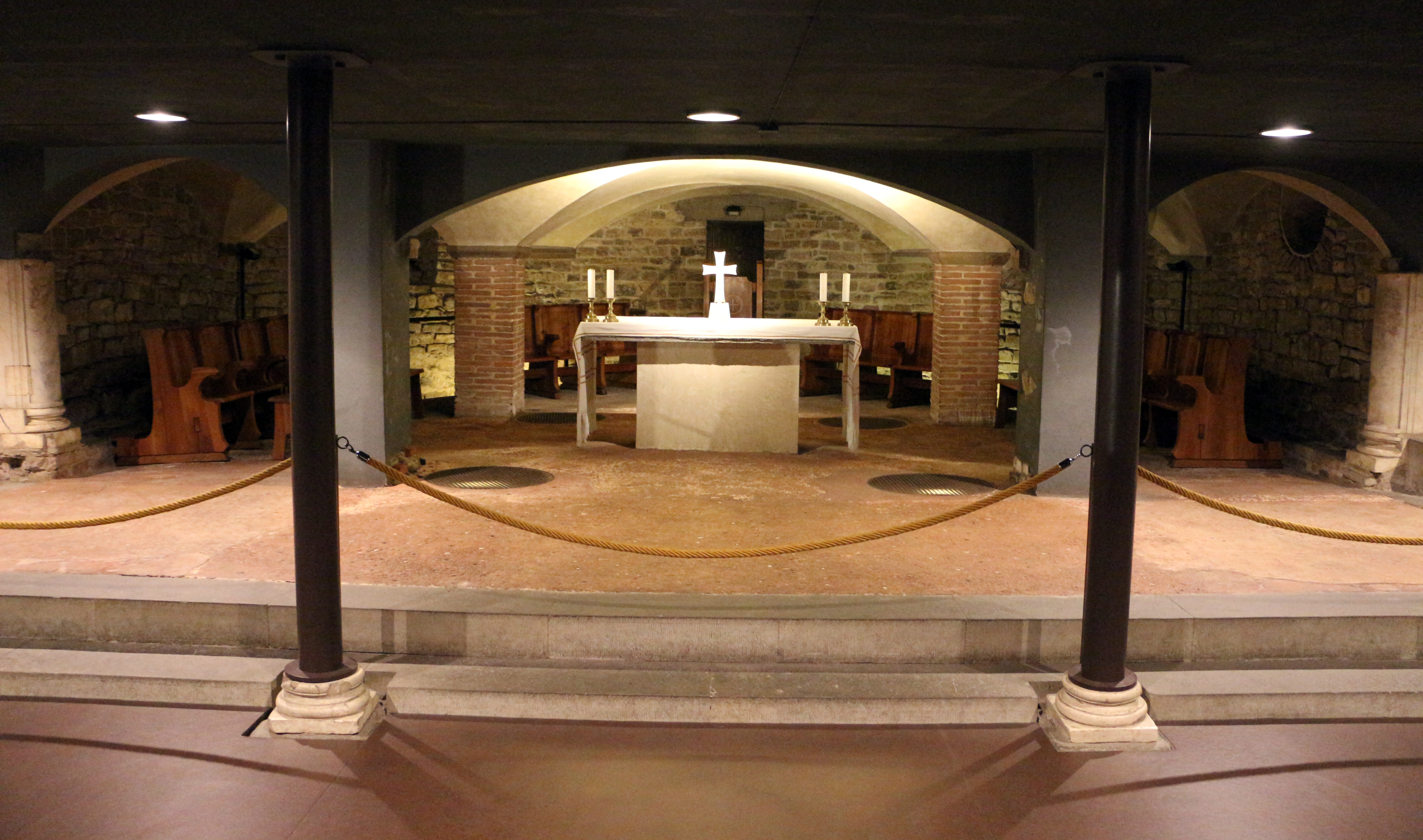
L'attuale altare della chiesa, nell'area dell'antica cripta

La chiesa di Santa Reparata è l'antica cattedrale di Firenze, sul cui sito è stata eretta Santa Maria del Fiore a partire dal 1296. Grazie ad una campagna di scavi iniziata nel 1966 e culminata tra il 1971 e il 1972 si è riusciti a ricostruire la pianta dell'edificio e a fare alcuni interessanti ritrovamenti. Oggi si possono visitare gli scavi accedendo dalla navata destra del Duomo.
La chiesa ospita i sepolcri dei papi Stefano IX e Niccolò II, di vescovi fiorentini e di alcune personalità, come Filippo Brunelleschi.

## Storia

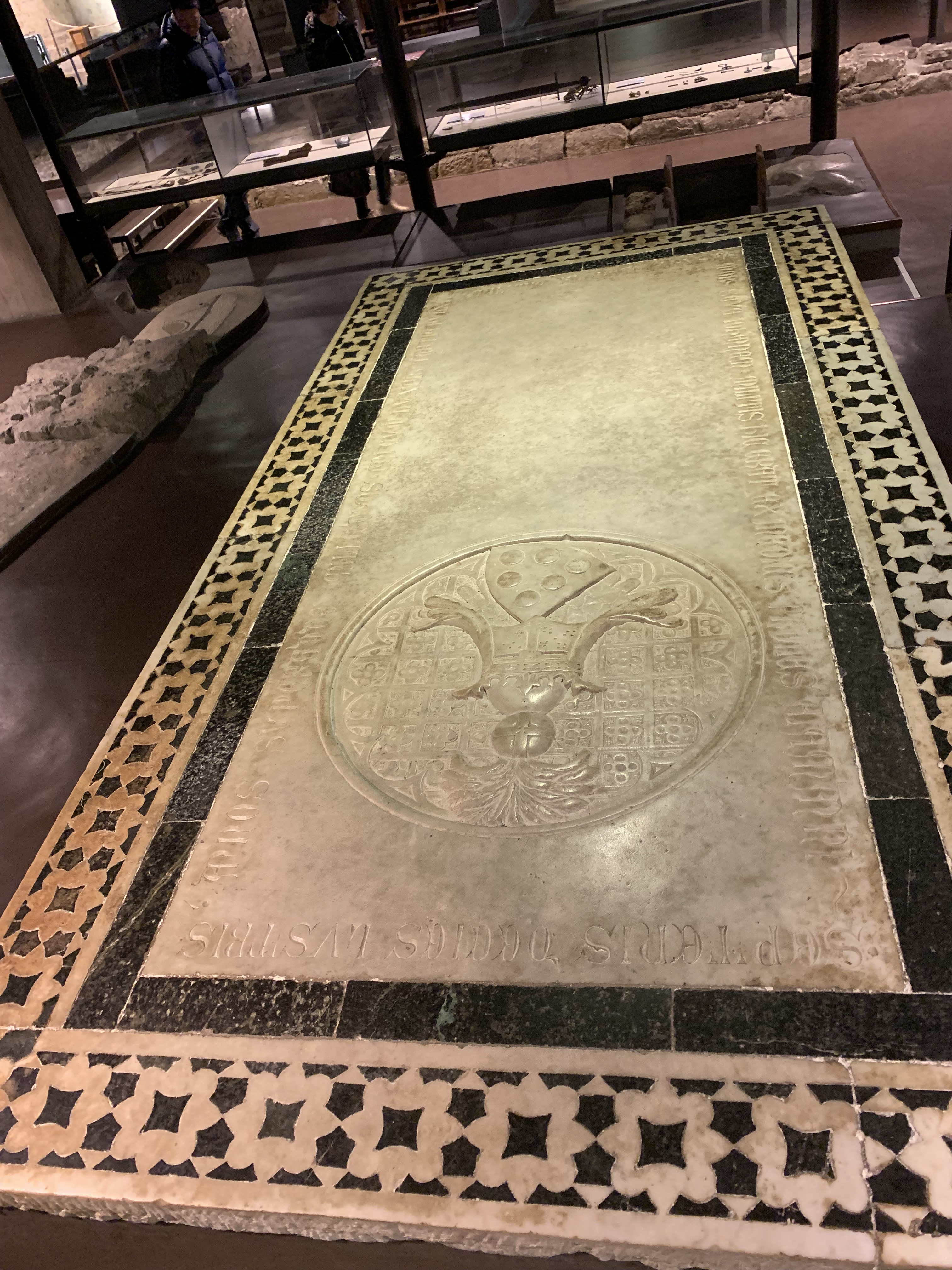
Lo stemma

Fin dai tempi barbarici è esistita un'area legata al culto cristiano che si è sviluppata nella zona nord di Firenze e che fin dal Medioevo rappresentava il più importante centro religioso cittadino.
Dal VI secolo a nord sorse a ridosso delle mura romane un complesso definito "asse sacro", costruito linearmente nella direzione est-ovest (da piazza dell'Olio fino all'area absidale del Duomo considerata tradizionalmente, fin dall'epoca romana, area di culto). Questo insediamento comprendeva il palazzo Vescovile, il battistero, un ospedale, una canonica, un cimitero, le chiese di San Salvatore al Vescovo, di San Michele Visdomini e di Santa Reparata.
Uno dei fulcri dell'asse sacro era costituito dalla chiesa di Santa Reparata di origine paleocristiana che è forse l'edificio da cui è iniziato l'insediamento dell'asse sacro. In questa chiesa furono trasferite le spoglie di san Zanobi (nato verso il 328) in epoca imprecisata (secondo la maggior parte degli studiosi la traslazione avvenne intorno al IX secolo) divenendo la nuova sede vescovile posta precedentemente in San Lorenzo.

### Fondazione della chiesa paleocristiana

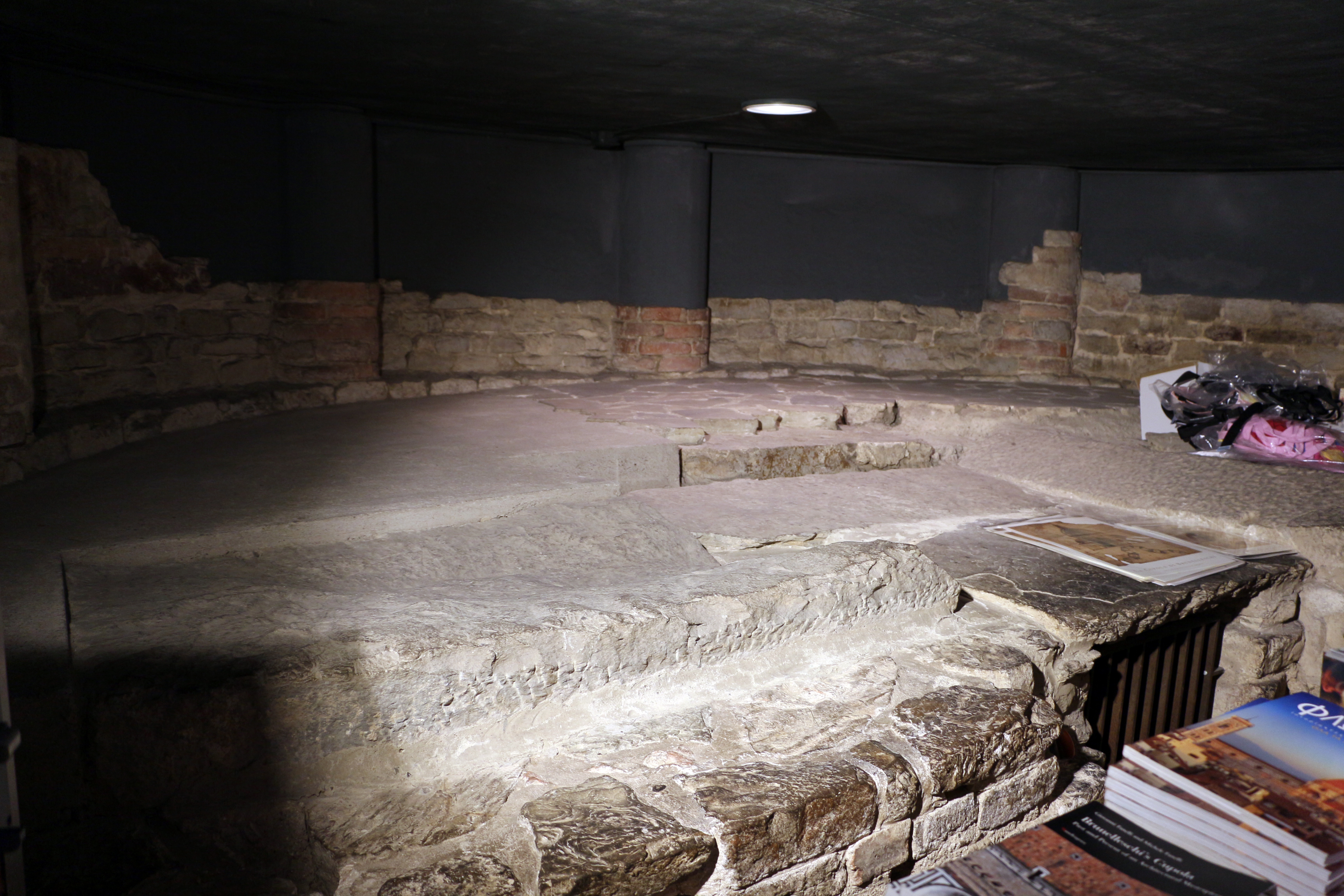
Veduta della zona absidale destra

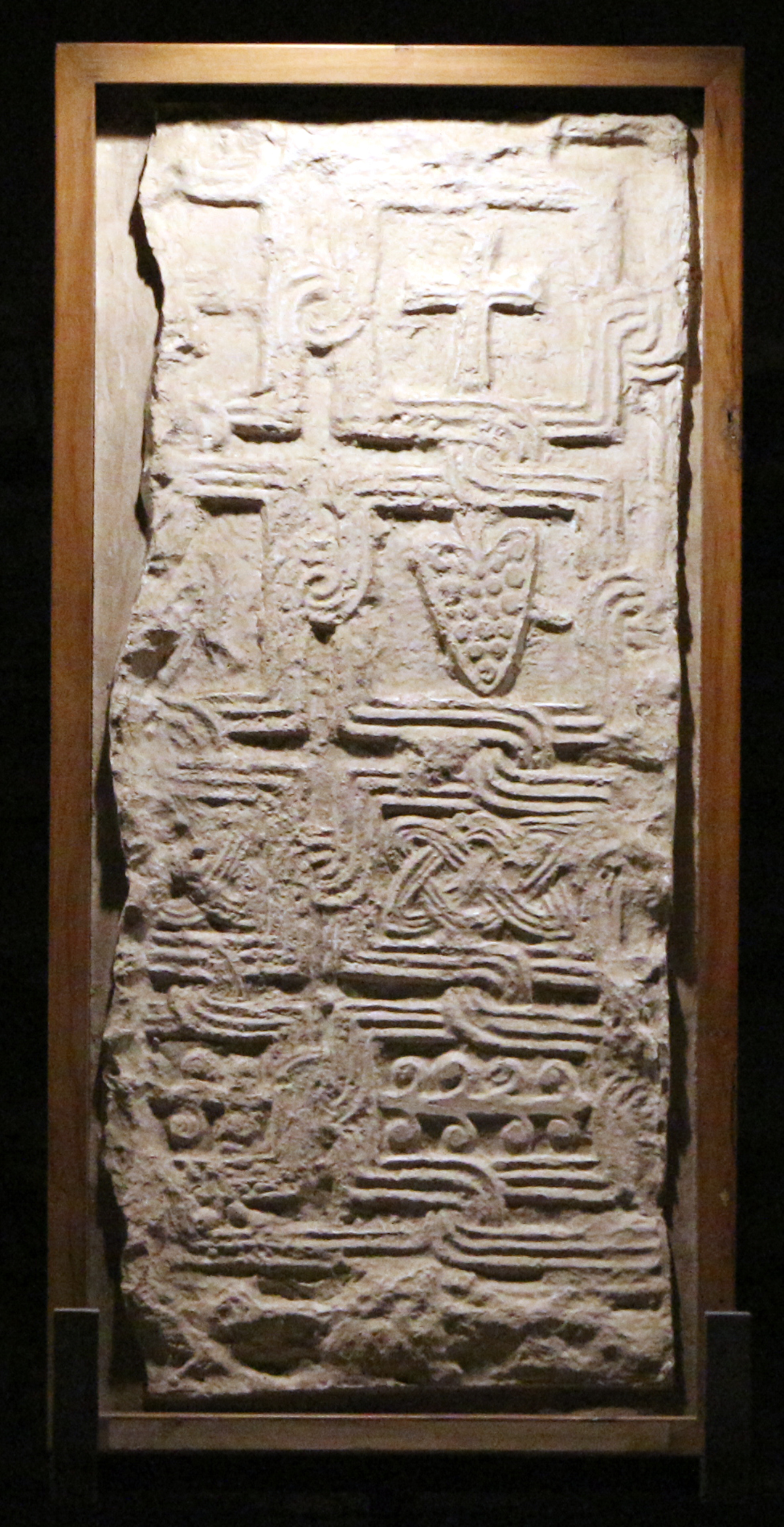
Frammento lapideo altomedievale, probabilmente dall'antico recinto del presbiterio

Le più antiche leggende sono collegate ad un comune evento: l'invasione della piana da parte delle orde di Ostrogoti guidate da Radagaiso. Lo scontro con le milizie locali avvenne in un anno compreso tra il 395 ed il 423 durante il regno dell'imperatore Onorio (secondo alcune fonti nel 405 o 406), nel giorno di santa Reparata. Una variante della leggenda riporta come la chiesa esistesse già prima della battaglia, ma fosse dedicata al Salvatore, venendo dunque cambiata solo la titolazione della chiesa. Pare comunque che la vittoria su Radagaiso avvenne nel mese di agosto, perciò, in un momento diverso da quello in cui si celebra la festa di santa Reparata, l'8 ottobre. Ad ogni modo, la Signoria nel 1353 accolse ufficialmente la leggenda della fondazione della basilica come ringraziamento alla santa.
Un resoconto del vescovo Andrea colloca la traslazione del corpo di san Zanobi da San Lorenzo a Santa Reparata nel 430, quindi a tale data la chiesa doveva già esistere. Tuttavia, Andrea si sarebbe basato su una notizia al vescovo milanese Sempliciano che scrisse una vita del santo rivelatasi un apocrifo scritto verso il 1130; l'episodio della traslazione è quindi unanimemente collocato nel IX secolo.
I dati derivati dalla valutazione dei materiali reperti ci inducono a formulare un'ipotesi di datazione tra fine IV secolo e VI secolo. Occorre tuttavia verificare tali ipotesi con un'analisi del suddetto momento storico.
C'è un'erronea opinione, piuttosto diffusa, secondo cui alla fine del IV secolo Firenze stesse entrando in un periodo di grande decadenza, tanto da ritenere improbabile qualunque impresa edilizia di un qualche impegno e da postulare un'ipotesi di datazione al VI-VII secolo sia per Santa Reparata che per il battistero (il quale fu considerato di età longobarda per via della dedicazione al Battista). Ma è difficile credere a tale decadenza perché:
1. nel 285 Firenze era capoluogo della vasta provincia che univa la Tuscia e l'Umbria (riforma amministrativa di Diocleziano imperatore dal 284 al 305);
2. fin dal 313 Firenze era sede vescovile (il primo vescovo storicamente documentato è Felice).

Insomma, la città doveva essere di notevole importanza e non era trascurata dal potere centrale, vista, anche, la posizione strategica nel punto in cui la Via Cassia superava l'Arno volgendo a Roma.
Lo studioso Lopes Pegna dice, però, che, verso la metà del IV secolo, i latifondisti fiorentini preferirono abbandonare Firenze per difendersi da un fisco troppo esoso e per evitare che gli venissero imposte cariche amministrative che comportavano l'assunzione di responsabilità personali nell'esazione delle imposte. Così, insomma, i ricchi latifondisti abbandonarono le loro dimore nelle mura per ritirarsi in campagna mentre le abitazioni cittadine finivano in rovina. Una villa come quella rinvenuta sotto il battistero, secondo Lopes Pegna, dev'essere stata occupata da plebei, piccoli artigiani oppure da commercianti. Proprio quell'edificio, inoltre, con la calata degli Ostrogoti, trovandosi a ridosso della porta "ad Aquilonem", doveva essersi trovato in posizione particolarmente esposta ad attacchi e devastazioni da parte dei barbari che nell'agosto del 405 o 406 si scagliarono contro la porta settentrionale (nonostante Busignani obbietti che non si capisce il motivo per cui l'attacco dei barbari dev'essersi concentrato proprio su quel punto).
Sappiamo che l'orda era divisa in 3 tronconi dei quali 2 erano accampati sulle colline di Fiesole mentre il terzo attaccava "Florentia" assediandola da ogni lato. In quanto alle mura romane sul lato nord, dagli scavi del 1971-72 è stato chiarito che tale tratto delle mura era stato già abbattuto in epoca imperiale.
Questa scoperta ci spiega che la ricca Florentia adrianea, cresciuta oltre il perimetro del castrum, ebbe bisogno di nuove e più ampie fortificazioni che furono realizzate nella seconda metà del IV secolo quando i barbari cominciarono a fare davvero paura. Questa doveva essere la situazione della città quando Ambrogio, vescovo di Milano, venne a Firenze nel 393 e fondò la basilica di San Lorenzo, fuori della porta "ad Aquilonem" ma, in qualche modo, al riparo. La vittoria su Radagaiso dovette dare a Firenze nuovo impulso vitale e forte spinta ebbe la cristianizzazione della città dal momento che Ambrogio aveva predetto la vittoria sui barbari.
Tutto ciò fa ritenere che gli anni seguenti la vittoria ci fosse a Firenze un fervore di opere ed impegno nella costruzione di edifici religiosi, nella fattispecie: la nuova grande basilica e l'antistante battistero che, secondo il Busignani, devono essere stati costruiti procedendo in modo unitario in un programma di tale portata da dover essere concepito in una città dotata di efficienti strutture.
Il battistero è così atipico nelle sue strutture architettoniche da non potersi spiegare se non in stretta contiguità con l'architettura romana classica e poiché la basilica dovette, a rigore di logica, precedere la costruzione della chiesa battesimale, diviene necessaria una datazione a ridosso della vittoria del 405-406.
D'altronde lo stato di pace durò quasi un secolo e mezzo, fino alla guerra greco-gotica (535-552), anche se la città con i suoi edifici non patì distruzioni in questa nuova guerra dal momento che lo scontro armato avvenne nel Mugello nei pressi di Scarperia. Certo è che durante il suddetto secolo e mezzo, intercorso tra gli anni di Stilicone e Radagaiso e gli anni di Giustiniano e Totila, ci fu un progressivo e pesante impoverimento di Firenze, come, d'altronde, dell'intera Tuscia e di tutta l'Italia. Questo impoverimento, che iniziò dalla vicenda di Radagaiso, confermerebbe la datazione precoce della basilica e del suo battistero.

### Età carolingia-ottoniana (VIII-IX secolo)

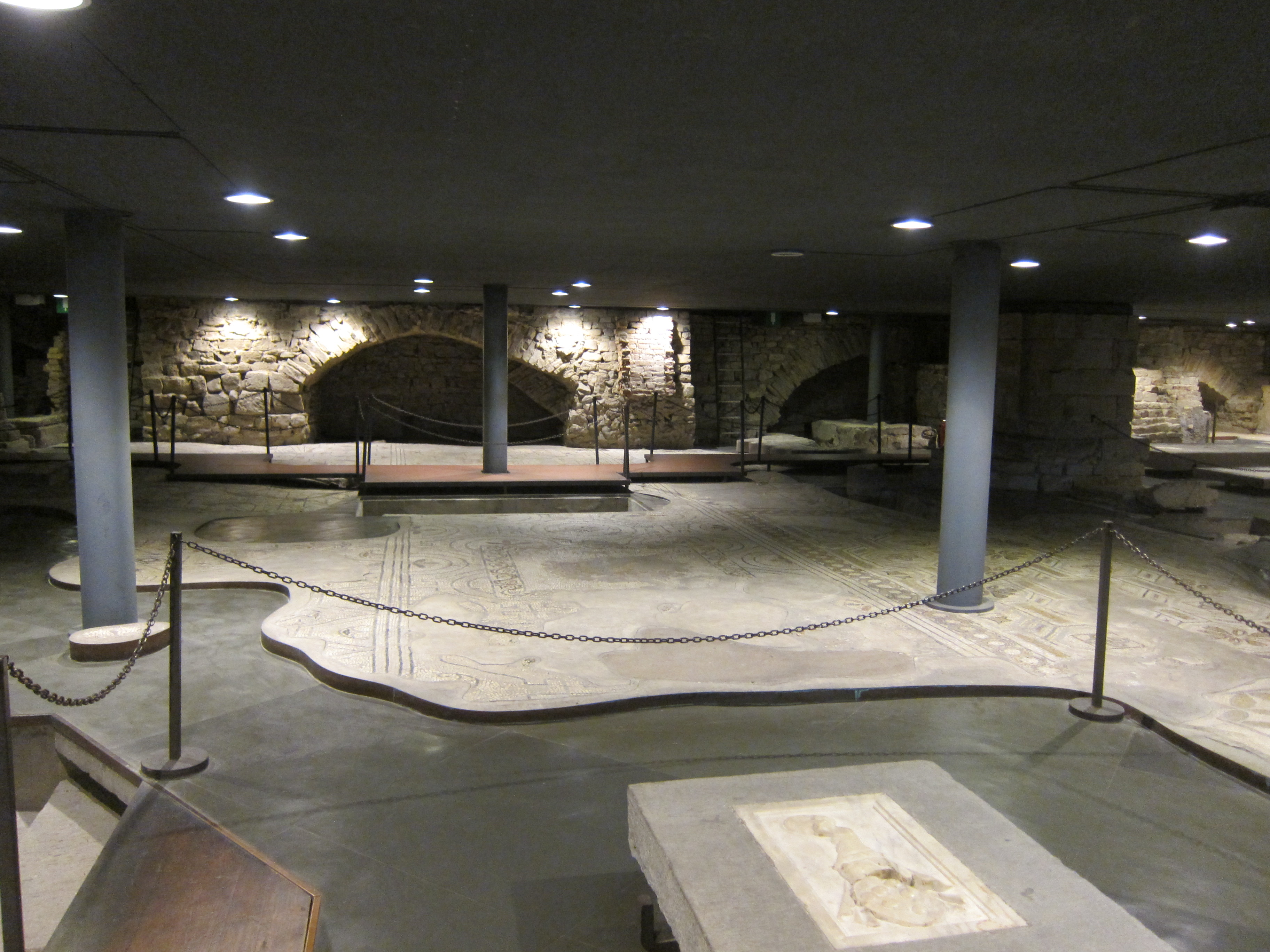
Veduta degli scavi

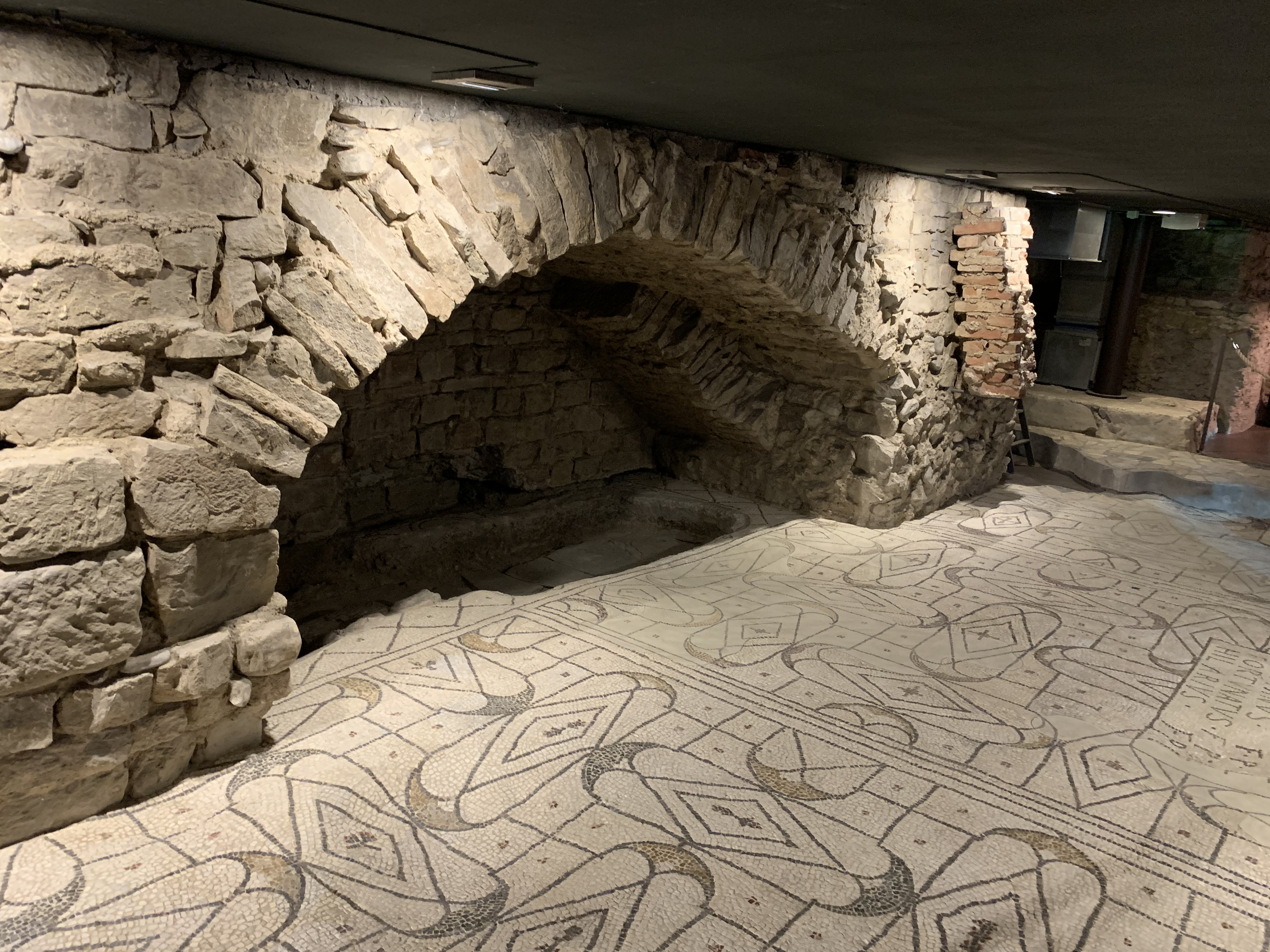
Veduta interna

Le conseguenze di questo lungo periodo bellico erano state devastanti per Firenze che fu ridotta in misero stato. Successivamente, con la dominazione longobarda, Firenze aveva perso la supremazia sulla Tuscia e visto salire Lucca mentre la nemica storica Fiesole prendeva forza. La tradizione vuole che Firenze fosse stata restaurata da Carlo Magno anche se è più corretto parlare di rinascita (infatti come tale fu celebrata in età comunale).
È allora abbastanza logico collocare la prima riedificazione di Santa Reparata in questo periodo di rinascita. Gli scavi hanno messo in luce una nuova basilica sopra l'antica chiesa paleocristiana con caratteristiche molto diverse malgrado le mura perimetrali rimanessero le stesse (o meglio, furono in parte ricostruite sulle antiche); cambiò però l'organismo strutturale.
I nuovi lavori consisterono essenzialmente in questi interventi:
- Al posto delle quattordici coppie di colonne furono poste sette coppie di pilastri;
- Furono aggiunte due cappelle laterali absidiate (che si configurano, all'apparenza come bracci di un transetto, tanto più che, in corrispondenza di queste, la spaziatura dei pilastri aumenta);
- Fu creata una cripta (rivelata nello scavo dell'abside).

La nuova Santa Reparata rappresentava un episodio architettonico di nuovo tipo, con un'articolazione delle strutture che mutava l'indefinito spazio paleocristiano.
Quanto all'uso della cripta va detto che, in generale, sorse e si diffuse proprio in età carolingia, legandosi al culto dei martiri e dei santi che, frequentemente, in quell'epoca, si disseppellivano nei cimiteri e venivano portati dentro le chiese. L'ipotesi che le spoglie di san Zanobi fossero state traslate proprio in questo periodo trova quasi tutti gli studiosi d'accordo.
Assieme alle spoglie del vescovo e santo dev'essere stata trasferita in Santa Reparata anche la cattedra vescovile. Non è possibile sapere se la traslazione sia avvenuta, come alcuni sostengono, al tempo del vescovo Andrea (869-890), ma è documentato che Andrea consacrò l'altare di Santa Reparata (cosa che confermerebbe la cronologia carolingia della seconda redazione della basilica).
Andrea fu personaggio di rilievo, interprete autorevole della rinascita fiorentina con i successori di Carlo Magno:
- Nell'871 egli era legato di Ludovico II e come tale sedette a giudizio insieme al margravio di Tuscia Adalberto I quattro anni più tardi, nell'875.
- Ottenne dall'imperatore Carlo il Calvo l'immunità per il territorio della propria diocesi.
- Nell'anno 876 era a Pavia fra i diciotto vescovi che elessero lo stesso Carlo il Calvo re d'Italia.

Probabilmente, nello stesso IX secolo, di seguito ai lavori di ricostruzione (oppure, ma secondo il Busignani meno probabile, nel X secolo) furono elevate due torri campanarie ai lati dell'abside, delle quali gli scavi hanno evidenziato le massicce fondamenta. È probabile che le torri avessero anche funzioni difensive, visto che nel X secolo vi furono in Toscana frequenti incursioni da parte degli Ungari. L'uso di due torri ai fianchi dell'abside si riscontra nell'Italia settentrionale solo alla fine del X secolo; in Francia, Svizzera e Germania è attestato fino da primo quarto dell'IX secolo ed a questi esempi avranno fatto ricorso i nostri costruttori.
Il 4 giugno 1055 papa Vittore II aprì in Santa Reparata il primo Concilio di Firenze che vide riuniti 120 vescovi alla presenza dell'imperatore Enrico III. Vescovo di Firenze era da dieci anni Gerardo di Borgogna, salito quattro anni dopo al soglio pontificio con il nome di papa Niccolò II senza per questo lasciare la cattedra fiorentina. Questo concilio testimonia l'importanza raggiunta da Firenze come centro propulsore della riforma ecclesiastica ardentemente propugnata da Giovanni Gualberto. Inoltre, di lì a poco, Firenze fu scelta come residenza ufficiale da Goffredo, marchese di Toscana.

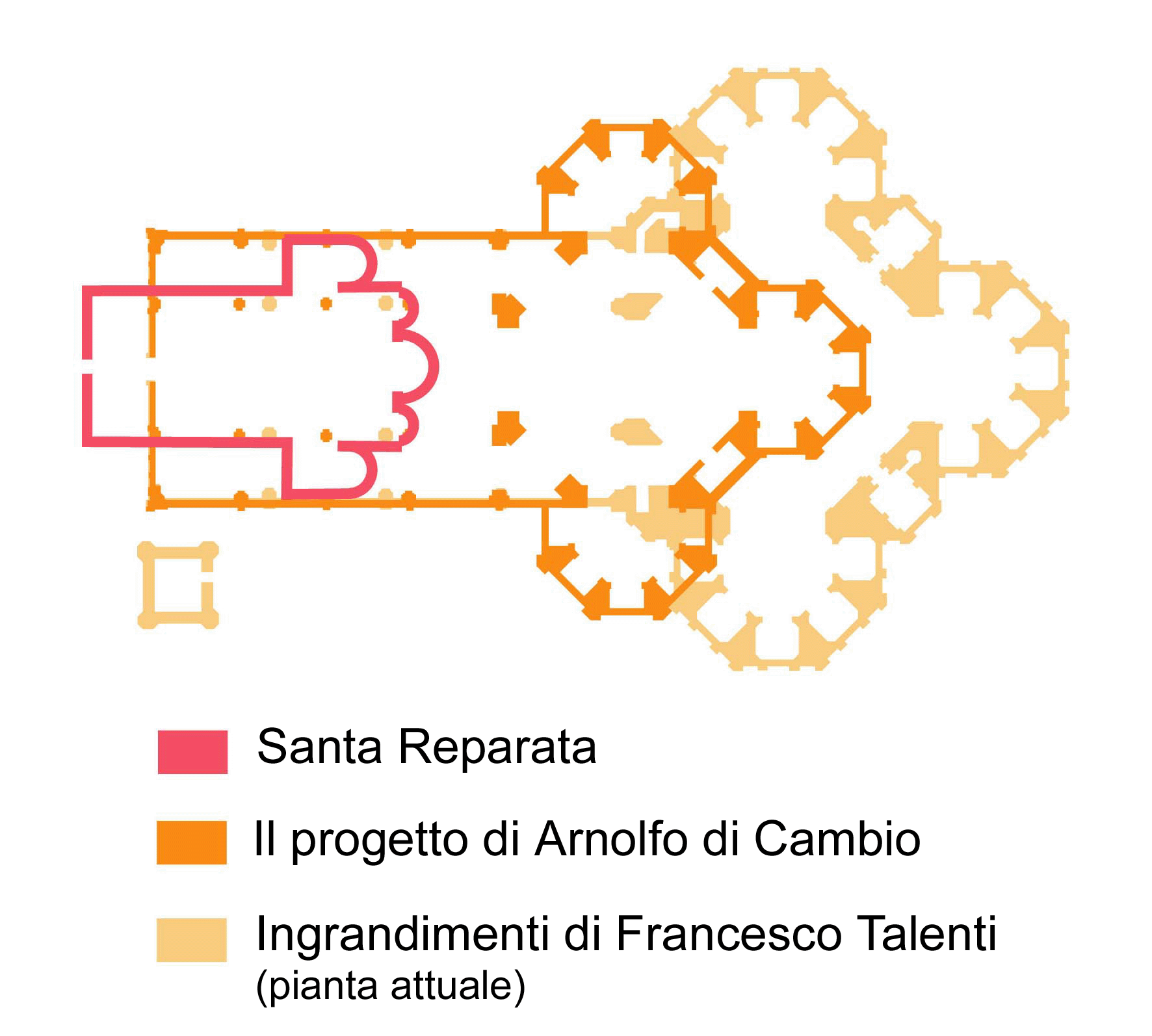
Pianta di Santa Reparata, confrontata con i progetti successivi per Santa Maria del Fiore

Viene fatto perciò di pensare che, in vista del concilio del 1055, furono eseguiti alcuni ulteriori lavori:
1. ampliamento della cripta;
2. aggiunta di due absidiole ai lati dell'abside maggiore, che però intaccavano la fondazione delle due torri (soprattutto quella di meridione, il che farebbe ritenere che questa torre potrebbe essere stata abbattuta in quest'occasione);
3. costruzione del portico del quale sono state ritrovate le fondazioni degli 8 pilastri/colonne 13 metri circa davanti alla facciata di Santa Maria del Fiore. Il soffitto fu realizzato a volte su colonne e le sue dimensioni furono ampliate fino all'ingresso delle due cappelle laterali dove due scalinate conducevano al presbiterio sopraelevato. La forma e la posizione delle basi dei pilastri del portico è visibile nella pavimentazione attuale della piazza.

Con l'aggiunta del portico lo spazio tra battistero e Santa Reparata si ridusse a non più di 17, massimo 18, metri.
Tuttavia, mentre è documentato che Niccolò II (presente nella sua diocesi fiorentina dal novembre del 1059) consacrò le ricostruite chiese di Santa Felicita e di San Lorenzo, non possediamo alcun documento relativo alla consacrazione di Santa Reparata da parte del papa/vescovo (per quanto riguarda invece il Battistero, esiste un'iscrizione su una tavoletta risalente al XVII o XVIII secolo nella quale si riporta per il San Giovanni la data di consacrazione del 6 novembre 1055). Se però i lavori di ampliamento vennero eseguiti prima del concilio, è verosimile ritenere che Niccolò II abbia consacrato Santa Reparata quando era ancora vescovo.

### La demolizione (XIII-XIV secolo)
Nel 1264 in Santa Reparata fu sepolto Farinata degli Uberti, le cui ossa vennero riesumate e buttate nell'Arno in seguito al processo per eresia indetto contro il capo ghibellino nel 1283.
È verosimile ritenere che la facciata di Santa Reparata fosse decorata con marmi policromi così come lo era il battistero. Ma, come racconta il Villani, la cattedrale dovette sembrare a un certo punto, rozza e troppo piccola per le nuove ambizioni dei fiorentini del XIII secolo; cosicché nel 1293 fu deciso di ricostruirla.
L'8 settembre 1296 fu posta la prima pietra della nuova cattedrale, ma i fiorentini continuarono ad onorare Santa Reparata. Fra le prime parti demolite ci fu la prima campata per far spazio ai lavori e dare maggiore aria al battistero, che divenne la chiesa più importante della piazza. Nonostante ciò Santa Reparata continuò ad essere officiata, tanto che si iniziò contemporaneamente a costruire la facciata del duomo per chiudere l'ambiente della vecchia chiesa. A metà del Trecento infatti in Santa Reparata si svolgevano ancora le funzioni, tanto che venne decorata l'absidiola destra con un affresco raffigurante Cristo in pietà e, negli stessi anni, fu commissionato al pittore Bernardo Daddi un monumentale polittico (il Polittico di Santa Reparata, oggi parzialmente conservato presso le Gallerie degli Uffizi) destinato all'altare maggiore della cattedrale stessa, dove è attestato nel 1344. La demolizione definitiva avvenne solo quando fu inevitabile dover fare posto per creare le volte della nuova costruzione, nel 1375.
A quell'epoca, l'antico impiantito (a quota +1,05) era stato coperto per 85 cm d'altezza con materiale di sterro sul quale era stato posto il rozzo ammattonato (quota +1,90) riapparso poi a cm 80 sotto il pavimento marmoreo di Santa Maria del Fiore.

## Scavo
Livelli dei vari ritrovamenti assumendo quota 0,00 quella dei pavimenti in cocciopesto degli edifici romani preesistenti Santa Reparata e ritrovati nella sua area a circa m 1,70 sotto l'odierno piano stradale:
- + 2,70	cm 80 sopra l'ultimo pavimento di Santa Reparata c'è il piano marmoreo di Santa Maria del Fiore. Siamo circa m 1 sopra l'attuale piano stradale.
- + 1,90	Si trova un rozzo ammattonato. Tra questo livello e quello sottostante (+ 1,05) ci sono cm 85 riempiti di semplice materiale di riempimento.
- + 1,05	A cm 55 sopra il livello sottostante si trovano pochi resti di pavimento di mattoni, indizio di una nuova ricostruzione in vista del concilio di Firenze del 1055.
- + 0,50	A cm 20 sopra il pavimento musivo c'è questo fatto di lastre di marmo e pietra ed elementi in cotto. Si tratta della prima ricostruzione di Santa Reparata in età carolingio-ottoniana.
- + 0,30	cm 30 al di sopra della pavimentazione romana in cocciopesto si trova il pavimento musivo (il pavone, Obsequentius ecc…).
- 0,00	Livello corrispondente agli edifici romani antecedenti la costruzione di Santa Reparata. Siamo a m 1,70 al di sotto dell'odierno piano stradale. È la stessa quota dei pavimenti musivi, anch'essi romani (I secolo d.C.), trovati tra il 1912 ed il 1915 sotto il Battistero.

Sei distinte campagne effettuate tra il 1965 ed il 1974. Un ulteriore scavo condotto tra battistero e la scalinata del Duomo fatto tra il 1971 ed il 1972.
Il ritrovamento dei resti di Santa Reparata ha fornito agli studiosi la più concreta testimonianza della prima età cristiana a Firenze, che non era stata documentata più di tanto con gli scavi del 1948 in Santa Felicita o dalle notizie su San Lorenzo riferite da Paolino da Milano sulla sua Vita Ambrosii e i ritrovamenti di lapidi, sarcofagi e poco altro in precedenti occasioni.
Gli scavi sono stati studiati dal canadese Franklin Toker e da Morozzi i quali hanno pubblicato i risultati dei loro studi. Toker si è basato sugli studi condotti durante i primi due decenni del Novecento dall'archeologo E. Galli e procedendo con un lavoro di comparazione con le tombe rinvenute dal Galli nell'area a sud antistante al battistero. Queste sepolture non sono più visibili, ma il Galli tuttavia pubblicò una relazione sulle sue indagini. Siccome però dalla rilettura del Busignani delle conclusioni del Toker emergono incongruenze tali da rendere inaffidabile la datazione dei livelli partendo dalle sepolture, è più sicuro basare la ricerca sulla datazione delle monete rinvenute tra i livelli di Santa Reparata nel sostrato romano.
Tutte le monete rinvenute nel "cemento barbarico" appartengono ad un arco di tempo compreso tra l'età dell'imperatore Gordiano III (238-244) ed il regno dell'imperatore Onorio (395-423).
C'è poi da ultimo un oggetto di vetro, un calice dal profilo ad "S" trovato in una tomba inserita nel mosaico pavimentale della basilica e, perciò, a esso posteriore. Questo calice è datato, per via di raffronti senza dubbio probanti con reperti analoghi, al più tardi, alla fine del VII secolo. Riguardo quindi a questi reperti del sostrato romano, si può dire che non sono posteriori al IV secolo, mentre già alla fine del VII o dell'VIII secolo l'impiantito a mosaico doveva essere parzialmente rovinato perché l'oggetto di vetro venne ritrovato in una tomba posta in una zona lacunosa del mosaico.
Questo, secondo il Busignani, è sufficiente per ritenere che la basilica fu eretta alla fine del IV secolo o nei primi decenni del secolo successivo dopo la vittoria delle armi romane su Radagaiso.

## Descrizione

### Pianta della prima chiesa

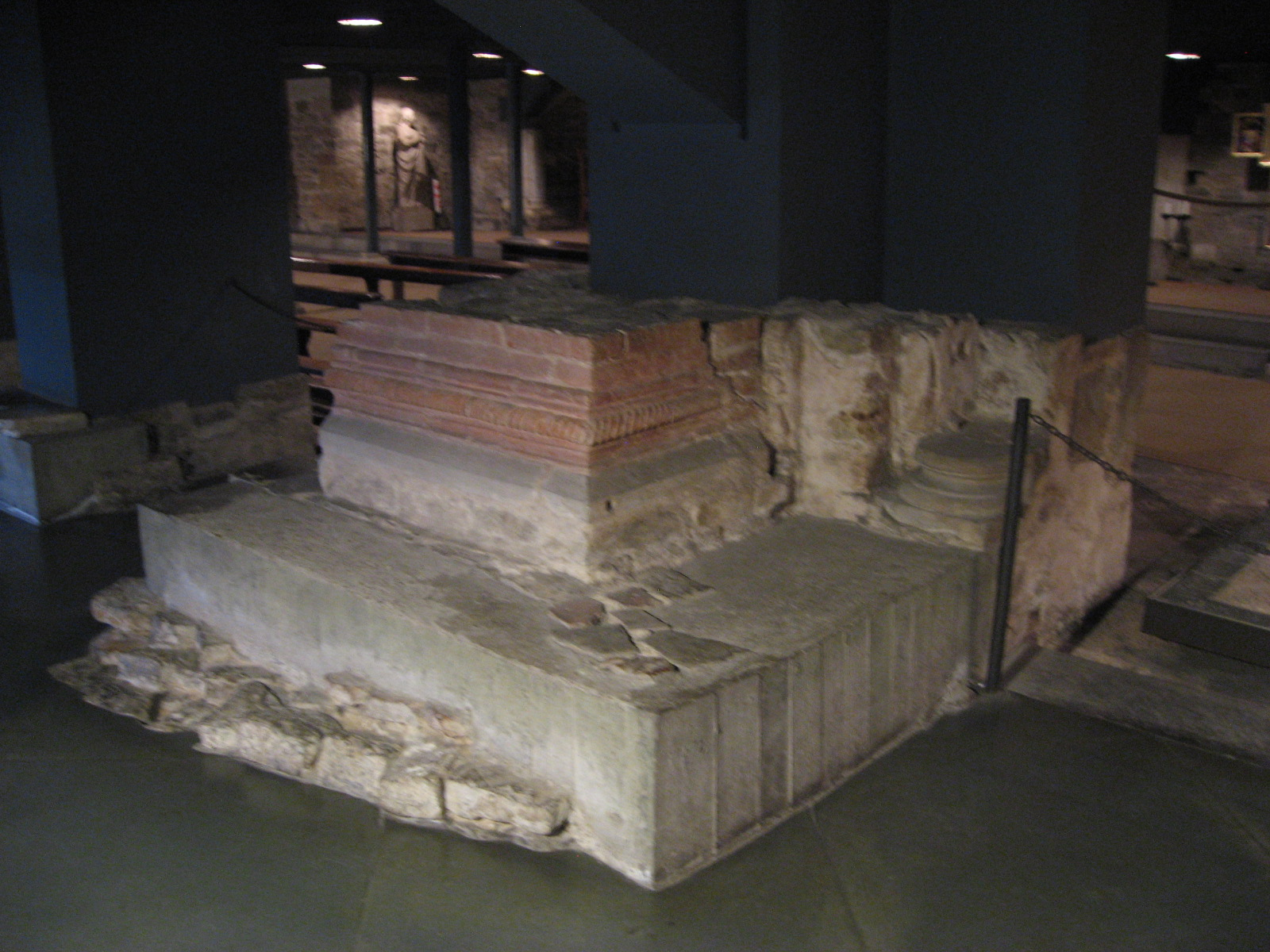
Base di un pilastro

Gli scavi hanno messo in luce la pianta della prima chiesa alla quale apparteneva il grande impiantito musivo ed anche appartenevano le modifiche apportate in seguito ai successivi rimaneggiamenti e ricostruzioni.
Nella sua redazione originaria, Santa Reparata si presentava come una basilica a tre navate divise da quattordici coppie di colonne, con abside semicircolare, secondo la consueta iconografia paleocristiana affermata fino dal IV secolo nelle basiliche costantiniane, ed a Firenze prima del 405 in Santa Felicita (e probabilmente in San Lorenzo). Non si può sapere per certo se sulle colonne fossero impostati degli archi o, piuttosto, una trabeazione; l'ampiezza dell'intercolunnio (m 3,19) farebbe però propendere per gli archi. Non tutta la basilica è stata scavata; il suo primo tratto (forse 3 campate) giace sotto il sagrato e la scalinata di Santa Maria del Fiore. Questa conclusione è dovuta al ritrovamento, a m 13 circa dalla facciata del Duomo, delle fondazioni del portico che doveva essere addossato alla fronte di Santa Reparata.
Con l'integrazione di queste tre campate, le misure di Santa Reparata appaiono notevoli: lunghezza m 58,5 all'interno, abside inclusa; larghezza m 25/26 incostante per l'andamento obliquo del muro settentrionale (le dimensioni di Santa Maria del Fiore sono: lunghezza m 153; larghezza alle navate m 38 circa, al transetto m 90; altezza fino alla base della lanterna m 86,7).

### Pavimento musivo

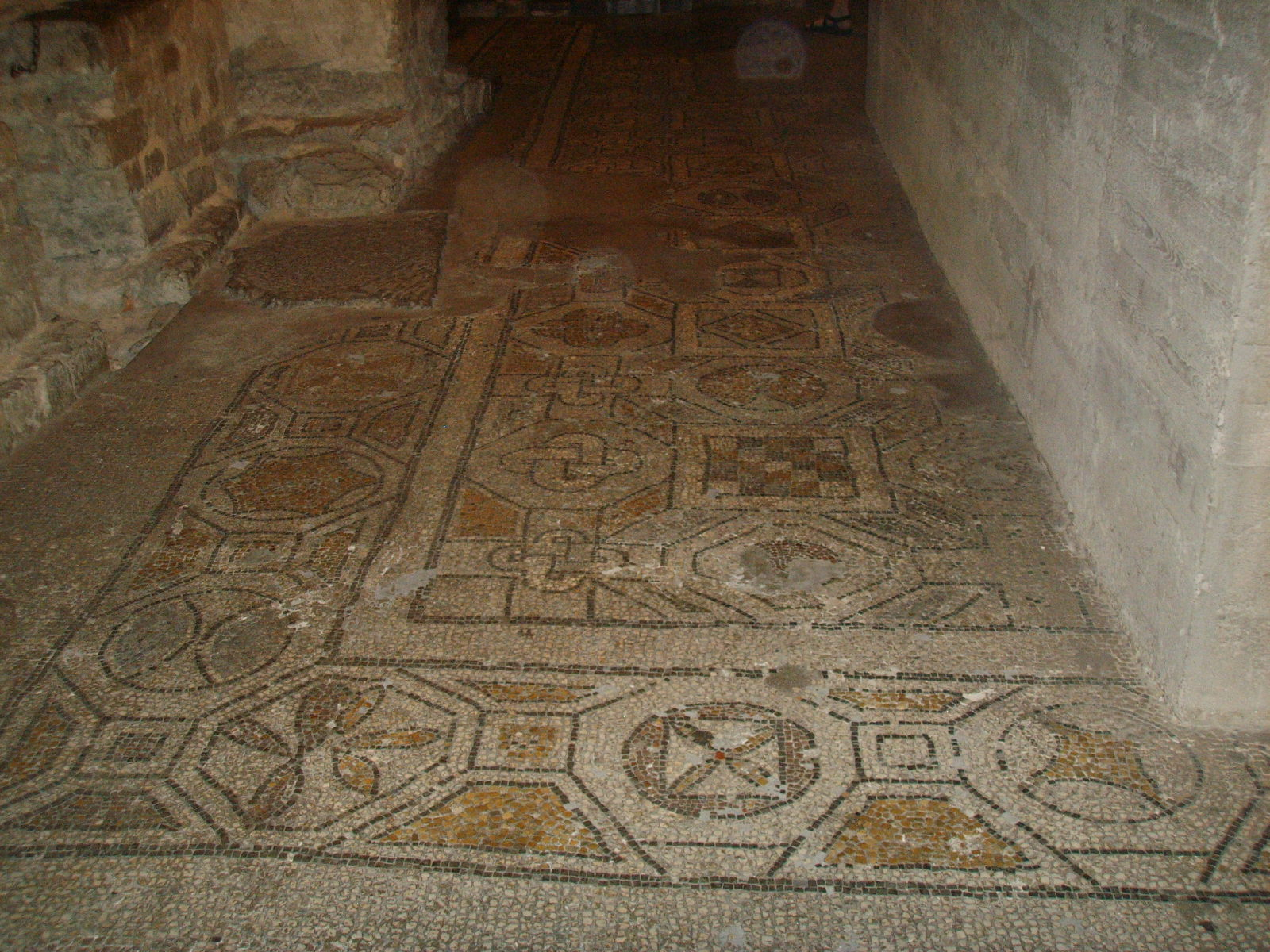
Pavimento a mosaico paleocristiano

Il ritrovamento più significativo è il grande mosaico steso a pavimentare tutta la basilica (lo strato di posa è presente nell'intera navata sinistra ed in gran parte di quella centrale e di quella destra). Vi si giustappongono pannelli a disegno diverso, tra cui, accanto ai consueti rosoni quadrifogli e nodi entro circoli oppure ottagoni (cui si aggiungono simboli cristiani come la croce latina ed il calice), il particolarissimo intreccio di pelte con losanghe iscritte che copre il tratto più ampio della navata centrale ed in cui è iscritta un'epigrafe con i nomi di quattordici committenti.
Di notevole qualità la raffigurazione del pavone entro l'emblema al centro del pannello adiacente, col nome del donatore Obsequentius. Quanto ai temi stilistici, gli influssi nord africani che vi si sono rilevati si possono spiegare col fatto che quella cultura si era estesa, oltre che in Sicilia, per buona parte del Mar Mediterraneo orientale ed in particolare in Siria: dalla Siria gli echi di questa cultura nord africana dovettero giungere facilmente a Firenze grazie ai mercanti siriaci che operavano a Firenze e che costituivano il nucleo più antico della popolazione cristiana di Firenze e che dovevano intrattenere rapporti con il loro paese d'origine.
Tuttavia i motivi presenti nel pavimento appartengono al consueto repertorio romano di età imperiale (il nodo di Salomone appare a Firenze nei mosaici dell'edificio sotto il Battistero) e la giustapposizione di pannelli diversi si ritrova in molti esempi della fascia adriatica.

### Altro

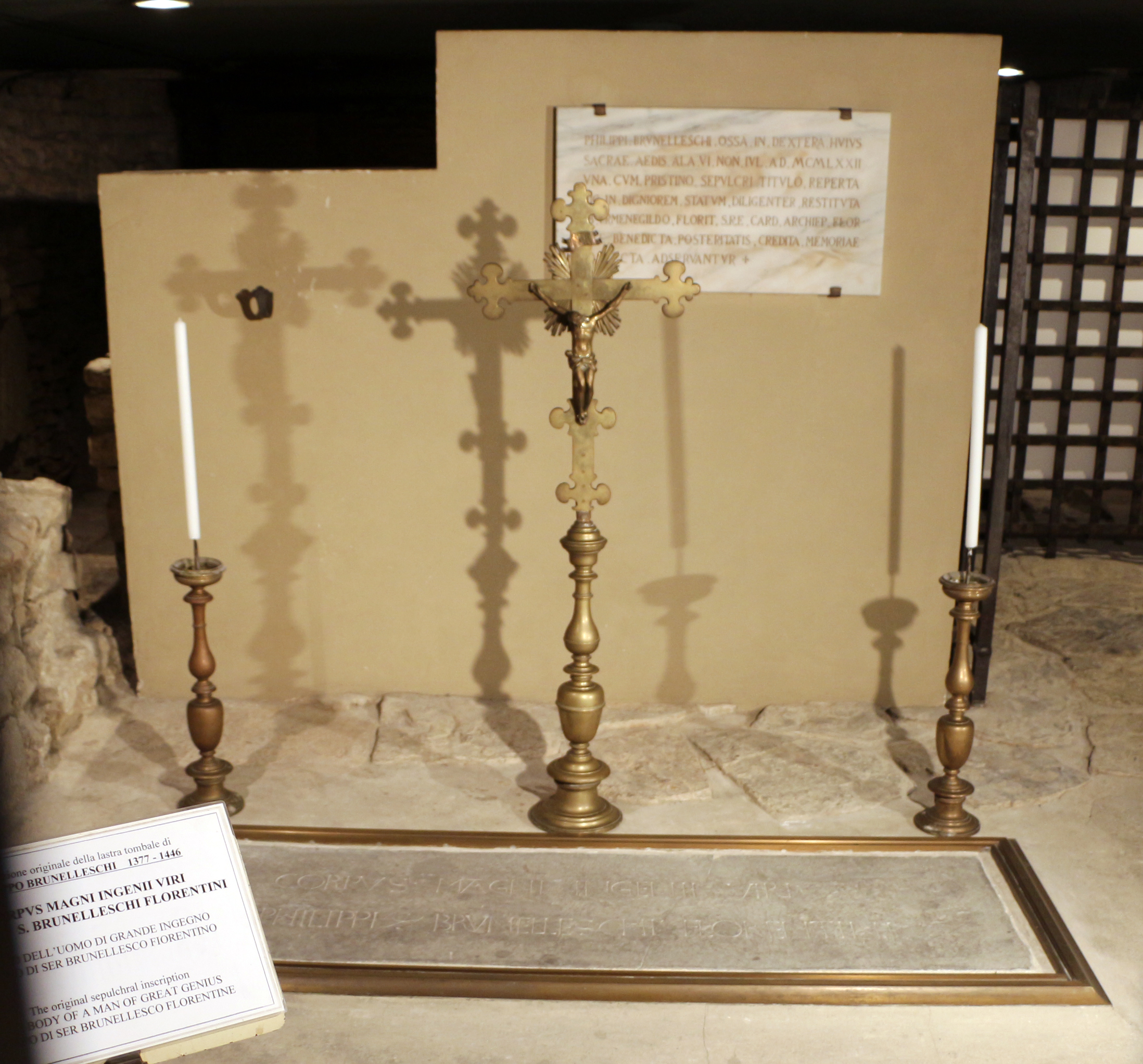
La tomba di Filippo Brunelleschi

Negli scavi di Santa Reparata sono visibili resti murari riferibili a case romane (repubblicane e imperiali). Nelle vetrine si trovano materiali provenienti dagli scavi, soprattutto marmi, ceramiche, metalli e vetri di epoca romana e medievale. Spicca il corredo della tomba del gonfaloniere Giovanni de' Medici, della metà del Trecento. Alcuni plutei frammentari sono databili tra l'VIII e il IX secolo e numerose lastre tombali risalgono al XII, XIII e XIV secolo, tra cui spiccano quelle del vescovo Francesco Silvestri (1313).
Restano affreschi frammentari trecenteschi e un calco della statua di Santa Reparata di Arnolfo di Cambio, già in facciata e oggi nel Museo dell'Opera del Duomo.
Nell'agosto del 1972 venne rinvenuta la tomba di Filippo Brunelleschi, grazie alla lastra di copertura con la scritta «corpus magni ingenii viri Philippi Brunelleschi florentini»; essa si trova vicino alla scala di accesso dalla navata.